# Istap
En istap er en spids af is der dannes når vand drypper eller falder fra et objekt og fryser. Typisk vil istapper tage form når is eller sne er smeltet ved at enten sollys eller en anden varmekilde (f.eks varmetabet indefra af en opvarmet bygning), og den deraf følgende smeltede vand løber ud i et område, hvor den omgivende temperaturen er under frysepunktet for vand (0 °C), hvilket får vandet til at fryse igen. Over tid vil fortsatte vandafstrømninger få istappen til at vokse.
Istapper kan udgøre farer for både sikkerheden og strukturelt  Istapper der hænger fra et objekt kan falde og forårsage kvæstelser og / eller skade på hvem eller hvad der er under dem. Isopsamlinger kan desuden være tung. Hvis nok istapper tager form på et objekt, kan vægten af isen forårsage alvorlig skade på den strukturelle integritet af objektet og kan få objektet til at bryde.

## Billeder
- Istapper på en busk
- Istapper på et tag
- Nærbillede af en istap
- Istap på et træ
- Istapper på et tag i Oslo, Norge
- Usædvanlig bueformet istap, Moskva, Rusland
- Istapper i Truckee, Californien

## References
1. ↑  CityNews.ca – Farlige Icicles bekymring som Pieces Fall From Above Arkiveret 4. februar 2009 hos  Wayback Machine.